# Armènia Quarta
Armènia Quarta fou una província de l'Imperi Romà d'Orient creada el 591 amb territoris cedits pel nou rei persa, i que va subsistir fins a la invasió àrab vers el 760.